# Kang & Kodos
Kang och Kodos (spelad av Harry Shearer respektive Dan Castellaneta) är två utomjordingar i den amerikanska animerade TV-serien Simpsons. De är Quantum Presbyterians (eller på svenska kvantpresbyterianer) från den fiktiva planeten Rigel VII och talar rigelianska. De medverkar i alla Treehouse of Horror-avsnitt med då man producerat avsnitten har man ibland lagt in rollfigurerna i sista sekund, vilket leder till att de ibland enbart har korta framträdanden.

## Biografi
Kang och Kodos är ett par utomjordingar som huvudsakligen medverkar i halloweenavsnitten Treehouse of Horror. De har dock setts till även i reguljära avsnitt vid en handfull tillfällen. I avsnittet "Treehouse of Horror IX" får man veta att Maggie Simpson egentligen är dotter till Kang, inte till Homer vilket får Homer att bli rejält arg. I ett avsnitt får man reda på att Kodos är Kangs syster genom repliken "My name is Kang and this is my sister Kodos". De kräks genom ögonen en vattenliknande vätska.
Deras planer går oftast ut på att erövra jorden och göra mänskligheten till sina personliga slavar. I ett halloweenavsnitt klädde de ut sig till den demokratiske presidenten Bill Clinton och den republikanske presidentkandidaten Bob Dole som de hade kidnappat under presidentvalet i USA 1996.
De medverkade första gången i en berättelse av Bart där de kidnappade familjen Simpson. I berättelsen planerade de att förflytta familjen Simpson till deras hemplanet där de skulle bli hyllade som kungar. Under resan till deras hemplanet serverade de familjen mat i så stora mängder att Lisa misstänkte att de skulle äta dem. Då Kang och Kodos fick reda på att familjen trodde att de skulle äta dem lämnade de tillbaka familjen och de förlorade chansen till det som de kallar för paradiset. Kang har en dotter, Kamala, när Bart blev en avatar och besökte deras hem på Rigel 7 gjorde han henne gravid, i tron att hon använde skydd.

## Skapande
Kang och Kodos skapades av Simpsons-författarna Jay Kogen och Wallace Wolodarsky och beskrivs som "en bläckfisk med en hjälm i ett spår av gegga". Utseendet baseras på ett omslag av EC Comics. För att göra animeringen enklare dreglar inte de hela tiden. Kang och Kodos döptes efter rollfigurer i Star Trek.